# Classification des localités habitées en Russie
Les établissements humains, ou localités, en Russie sont des lieux peuplés, réparties en différentes catégories.

## Classification
Les localités en Russie sont divisées en zones urbaines (gorod) et rurales (selo). Leur population est classée respectivement comme urbaine ou rurale.
Les localités, lorsqu'elles sont des établissements urbains, peuvent être des villes ou des communes urbaines seulement par acte législatif, comme un décret.
Les établissements urbains peut être aussi une station thermale, une commune de datchas (ru), ou bien une zone administrative-territoriale fermée (ZATO).
Tous les autres types de localités appartiennent à des établissements ruraux, à part quelques exceptions comme celle de la république de Crimée où il n'y a pas de différence entre établissement urbain et établissement rural. De plus, en Tchouvachie, dans l'oblast de Tioumen, Rosstat compte leurs populations urbaines comme rurales. Dans certains sujets, les villes fermées peuvent être des établissements ruraux, comme le village de Komarovski (ru), considéré rural par Rosstat. Dans l'oblast de Novossibirsk, les stations thermales et les communes de datchas sont considérées comme rurales.
Le principal critère pour distinguer une localité rurale d'une urbaine est que la majorité de la population ne travaille pas dans l'agriculture pour une urbaine. En conséquence, de nombreux établissement ruraux sont plus peuplés que des établissements urbains.
Le plus grand établissement rural, Kanveksaïa (ru) dans le kraï de Krasnodar, compte en 2021 par 41 271 habitants, soit 50 fois plus que le plus petit établissement urbain de Russie ; Verkhoïansk en Iakoutie avec ses 828 habitants.
Selon le ministère du Développement régional de la fédération de Russie, les établissements urbains et ruraux sont classés, ainsi, avec pour les établissements urbains:
- Les plus grands (Kroupneïchie) : avec une population de plus de 1 million d'habitants ;

- Grand (Kroupnie) : de 250 000 à 1 million d'habitants (y compris les sous-catégories de 250 000 à 500 000 et de 500 000 à 1 million de personnes. ) ;

- Grand (Bolchie) : de 100 000 à 250 000 habitants ;

- Moyen (Srednie) : de 50 000 à 100 000 habitants ;
- Petit (Malié) : jusqu'à 50 000 habitants (y compris les sous-catégories jusqu'à 10 000, de 10 000 à 20 000 et de 20 000 à 50 000 habitants); La catégorie « petite » comprend également toutes les communes urbaines.

Les établissements ruraux sont respectivement classés comme suit :
- Grand (Kroupnie) : avec une population de plus de 3 000 habitants (y compris les sous-catégories de 3 000 à 5 000 et plus de 5 000 habitants) ;
- Grand (Bolchie) : de mille à 3 mille habitants ;
- Moyen (Srednie) : de 200 à 1 000 habitants ;
- Petit (Malié) : moins de 200 habitants (y compris les sous-catégories de moins de 50 et de 50 à 200 habitants).

## Nombre de localités
Selon les résultats du recensement de 2002 en Russie et du recensement de 2010 en Russie, le nombre de localités en Russie était réparti comme suit:
| Type de localité                                  | Recensement de 2002 | Recensement de 2010 | Recensement 2021 |
| ------------------------------------------------- | ------------------- | ------------------- | ---------------- |
| Établissements urbains                            | 2940                | 2386                | 2297             |
| Villes                                            | 1098                | 1100                | 1118             |
| Communes urbaines                                 | 1842                | 1286                | 1179             |
| Établissements ruraux (y compris sans population) | 155 289 (13 086)    | 153 124 (19 416)    | 153 157 (24 751) |

Pendant la période entre les recensements, le nombre de villes et de communes urbaines a diminué de 554 et au total est (au 14 octobre 2010) de 2386 établissements urbains. La diminution s'est produite pour les raisons suivantes : 413 localités de type urbain ont été transformées en localités rurales, 127 ont été incluses dans les limites d'autres localités urbaines, 14 ont été liquidées en raison du départ des résidents. Le nombre d'établissements ruraux a diminué de 2 164.
Au 1er octobre 2020, selon OKTMO, il y avait 155 649 communes en Russie.
Sur 1100 villes, 85 % soit 936 villes comptent jusqu'à 100 000 habitants. 91 villes ont une population allant de 100 000 à 250 000 habitants, 26 de 250 milles à 500 milles, 22 de 500 000 à 1 million et 15 villes sont millionnaires.
Dans 12,7% des établissements ruraux, il n'y a aucune population permanente, et dans 23,6% la population est inférieure à 10 habitants.

## Établissements en OKATO et OKTMO

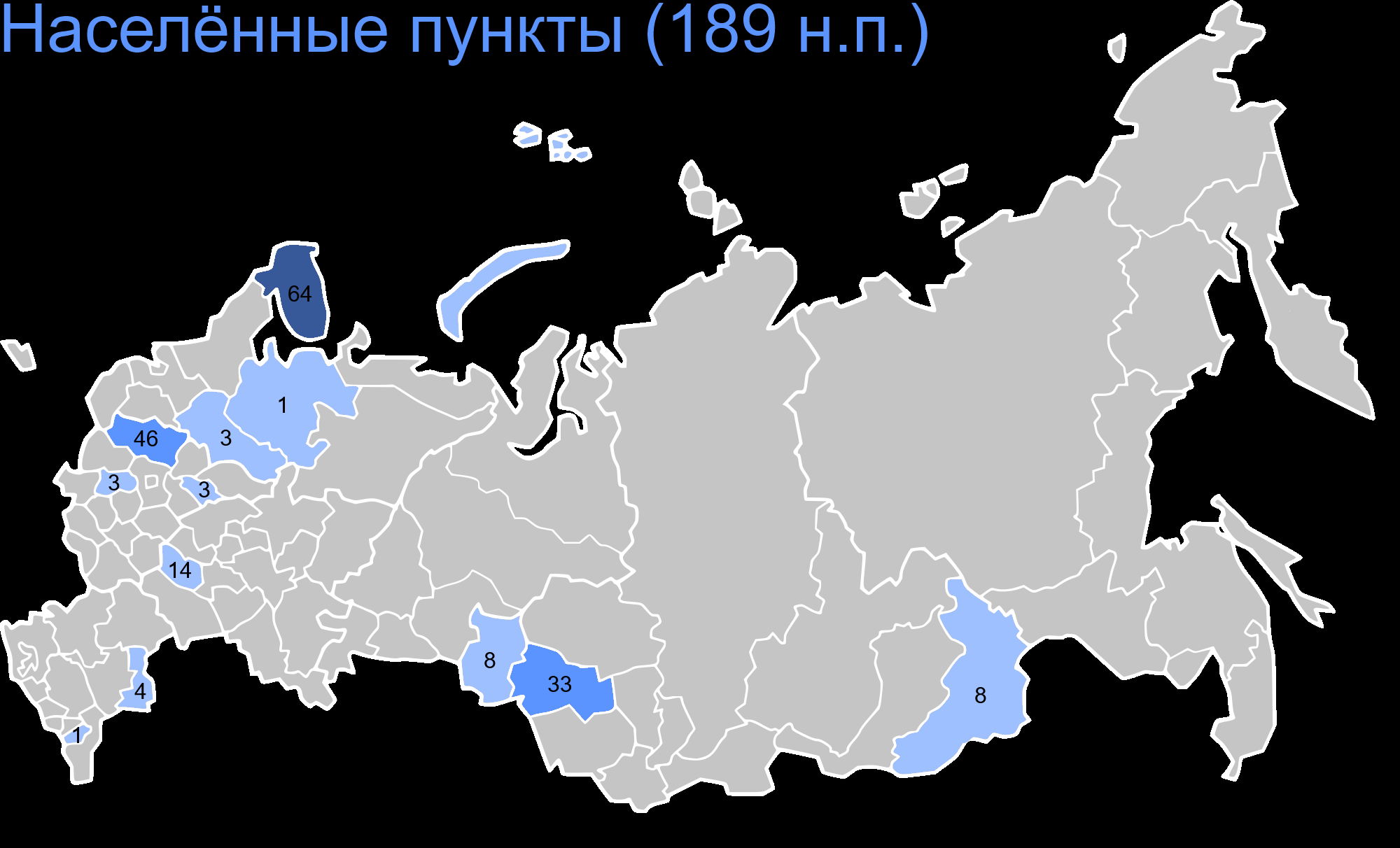
Le nombre de communes en Russie dans certains sujets. Ce que l'on veut dire, c'est que l'OKTMO est un « règlement »

Dans le classificateur panrusse des objets de la division administrative-territoriale (OKATO), les objets de classification ne sont pas seulement les unités administratives-territoriales, mais aussi les établissements, en particulier : les villes, les établissements de type urbain et les établissements ruraux  . La désignation « établissement de type urbain » s'applique aux communes urbaines, aux stations thermales et aux communes de datchas . Les établissements ruraux comprennent les établissements de type rural, les fermes, les kishlaks, les aouls, etc. La classification OKATO a adopté les abréviations suivantes, qui distinguent principalement les types de communes suivantes  :
- g.- Ville ;
- pgt. - Commune urbaine ;
- rp - Établissement de travail ;
- kp - Commune de villégiature ;
- k.- Kichlak (ru) ;
- dp - Commune de datchas (ru) (selsoviet de datchas);
- p. - Possiolok ;
- np - Établissement humain ;
- p.st. - village à proximité d'une gare (village-gare) ;
- j/d st. - gare ferroviaire ;
- j/d boudka - cabine ferroviaire (ru) ;
- j/d kazarma - caserne ferroviaire ;
- j/d platforma - plate-forme ferroviaire ;
- j/d rzd - embranchement ferroviaire ;
- j/d ostnovotchi pounkt - point d'arrêt ferroviaire ;
- j/d poutevoï post- poteau de voie ferrée ;
- j/d blokpost - poste de contrôle ferroviaire ;
- c. - Village (selo) ; _
- m.- Mestetchko (ru) ;
- d.- Hameau (derevnia);
- sl. - Sloboda ;
- st - gare ;
- st-tsa - Stanitsa ;
- kh. - Khoutor ;
- ou. - Oulous ;
- rzd - pazezd ;
- klh - Kolkhoze (ferme collective);
- svh - Sovkhoze (ferme soviétique);

Dans le classificateur panrusse des territoires des municipalités (OKTMO), introduit en parallèle avec OKATO, les localités sont encodées comme des subdivisions de troisième niveau (inférieur) de classification .

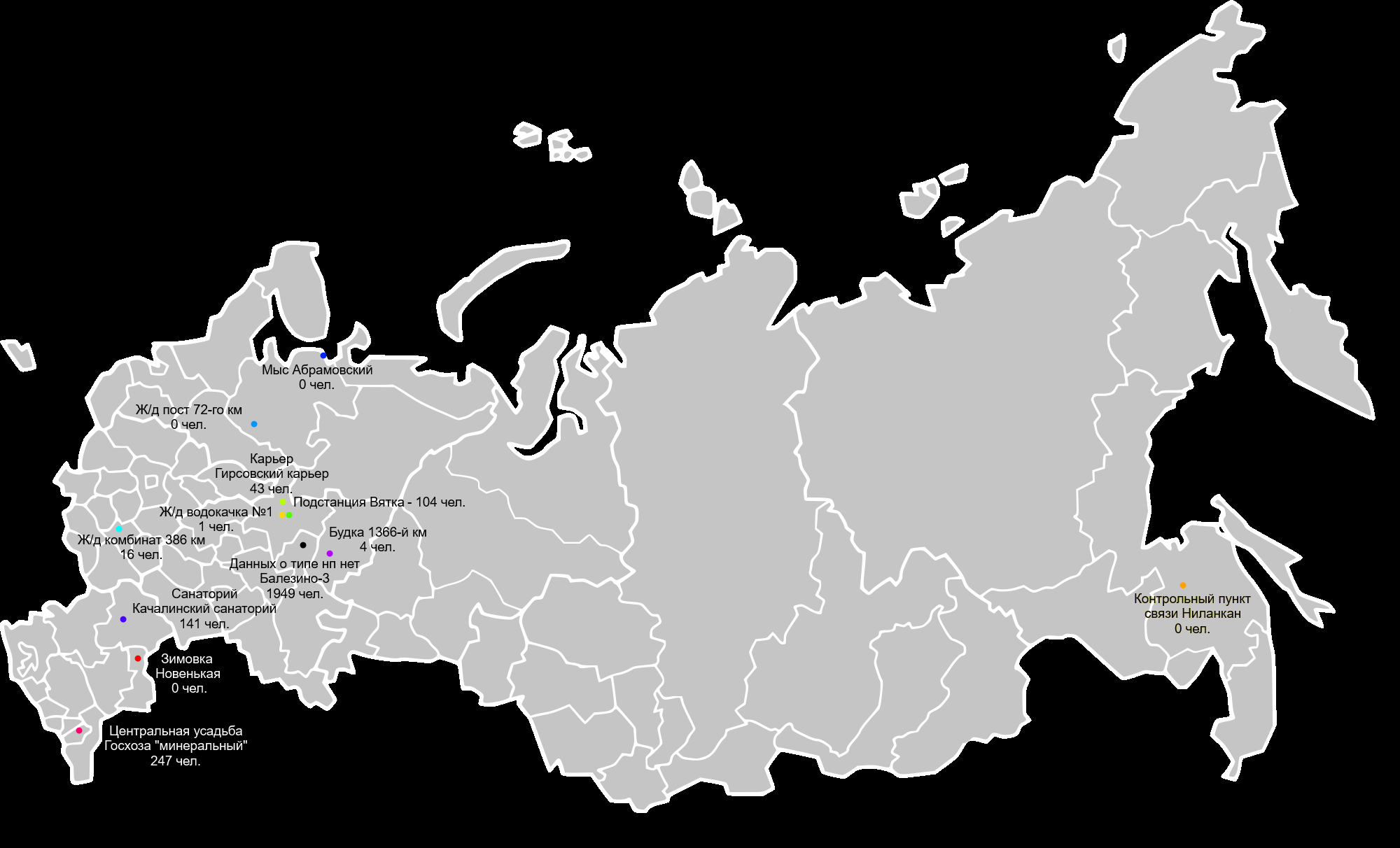
Quelques établissements en Russie dans des sujets de la fédération de Russie

Dans OKTMO, les abréviations suivantes sont adoptées pour les noms des types de communes  :
- g.- Ville ;
- pgt. - Commune urbaine ;
- rp - Établissement de travail ;
- kp - Commune de villégiature ;
- k.- Kichlak (ru) ;
- dp - Commune de datchas (ru) (selsoviet de datchas);
- p. - Possiolok ;
- np - Établissement humain ;
- p.st. - village à proximité d'une gare (village-gare) ;
- j/d st. - gare ferroviaire ;
- j/d boudka - cabine ferroviaire (ru) ;
- j/d kazarma - caserne ferroviaire ;
- j/d kombinat - usine ferroviaire
- j/d platforma - plate-forme ferroviaire ;
- j/d rzd - embranchement ferroviaire ;
- j/d ostnovotchi pounkt - point d'arrêt ferroviaire ;
- j/d poutevoï post- poteau de voie ferrée ;
- j/d blokpost - poste de contrôle ferroviaire ;
- m.- Mestechko (ru) ;
- d.- Hameau (derevnia);
- c. - Village (selo) ;
- sl. - Sloboda ;
- st - gare ;
- st-tsa - Stanitsa ;
- ou. - Oulous ;
- kh. - Khoutor ;
- rzd - razezd ;
- zim. - Zimovié (ru)

Pour les autres types de communes, OKTMO donne leurs noms complets sans abréviations  .
Lors de la réforme municipale de 2004-2009. en Russie, des municipalités ont été formées, affichées dans OKTMO lors de la deuxième étape du classement (à la première étape - les sujets de la fédération de Russie ). Une formation municipale (un établissement urbain et un établissement rural, ainsi qu'un arrondissement urbain, un okroug municipal, un raïon municipal) peut comprendre une ou plusieurs agglomérations (affichées au troisième degré de la classification OKTMO). Les exceptions sont les villes d'importance fédérale Moscou, Saint-Pétersbourg et Sébastopol, qui sont en même temps des sujets distincts de la fédération de Russie et sont eux-mêmes divisés en un certain nombre de municipalités intra-urbaines . Ainsi, les notions de municipalité et de localité ne sont pas identiques.

## Toponymes particuliers
- Le nom le plus long en Russie est le possiolok de la ferme expérimentale de la station expérimentale centrale de tourbière (ru).
- Le nom le plus long sans espaces est Krementchoug-Konstantinovskoïe (ru) .
- Le nom continu le plus long est près du village de Verkhnenovokoutloumbetievo (ru) (23 lettres en cyrillique - 26 en français).
- Les localités aux nomes les plus courts, à deux lettres, sont 56 en Russie (la plus courante d'entre elles est Iam (Ям) ) [9].
- Le plus commun est Aleksandrovka (331 localités, dont 199 hameaux).
- Il y a sept communes en Russie seulement, dont les noms commencent par la lettre « Й » : la ville de Iochkar-Ola, les villages de Iochkar Ichem, Iochkar-Pamach, Iochkar Ouchem, Iochkarener (tous sont situés dans la République des Maris), le village de Ioldyz au Tatarstan, ainsi que le village de Yovli en Ingouchie. Noms avec la lettre Ы - 15, avec Ё - 38.

## Le concept de "règlement" dans le code de la route
Les règles du code de la route de la fédération de Russie possèdent des panneaux d'entrée ou de sortie d'agglomération avec un fond blanc ou bleu. Dans le premier cas, la circulation en agglomération est caractérisée par un certain nombre de restrictions et, surtout, une limitation de vitesse à 60 km/h (sauf indication contraire). Dans le second cas (si la plaque avec la désignation de la localité a un fond bleu), les règles de circulation qui établissent l'ordre de circulation dans les communes ne s'appliquent pas sur la route traversée, et le panneau lui-même informe uniquement le conducteur du lieu où il se trouve.

Panneaux blancs d'entrée et sortie.
Panneau d'entrée de Verkhni Kourlougach, Khakassie.
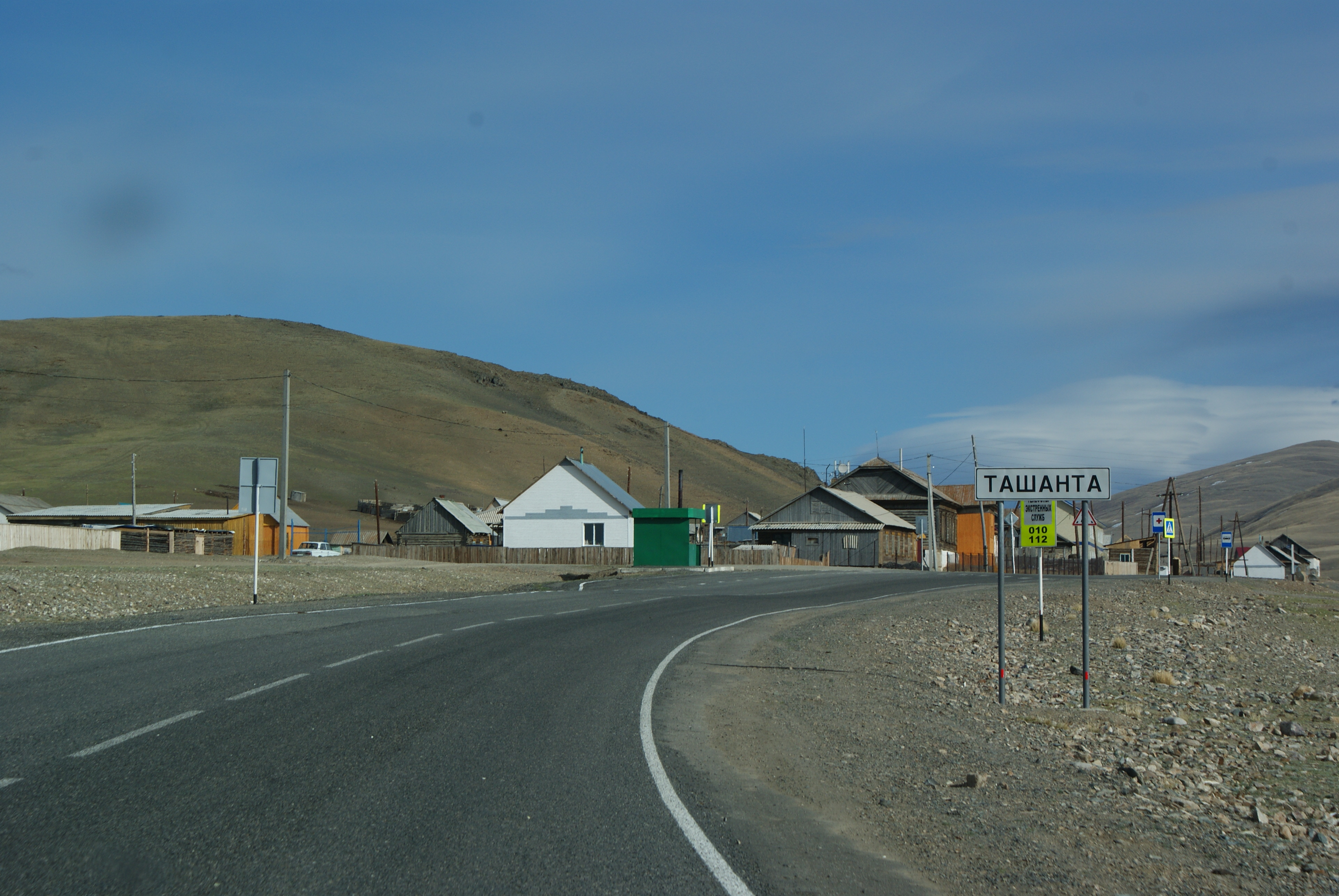
Entrée de Tachanta, R256.
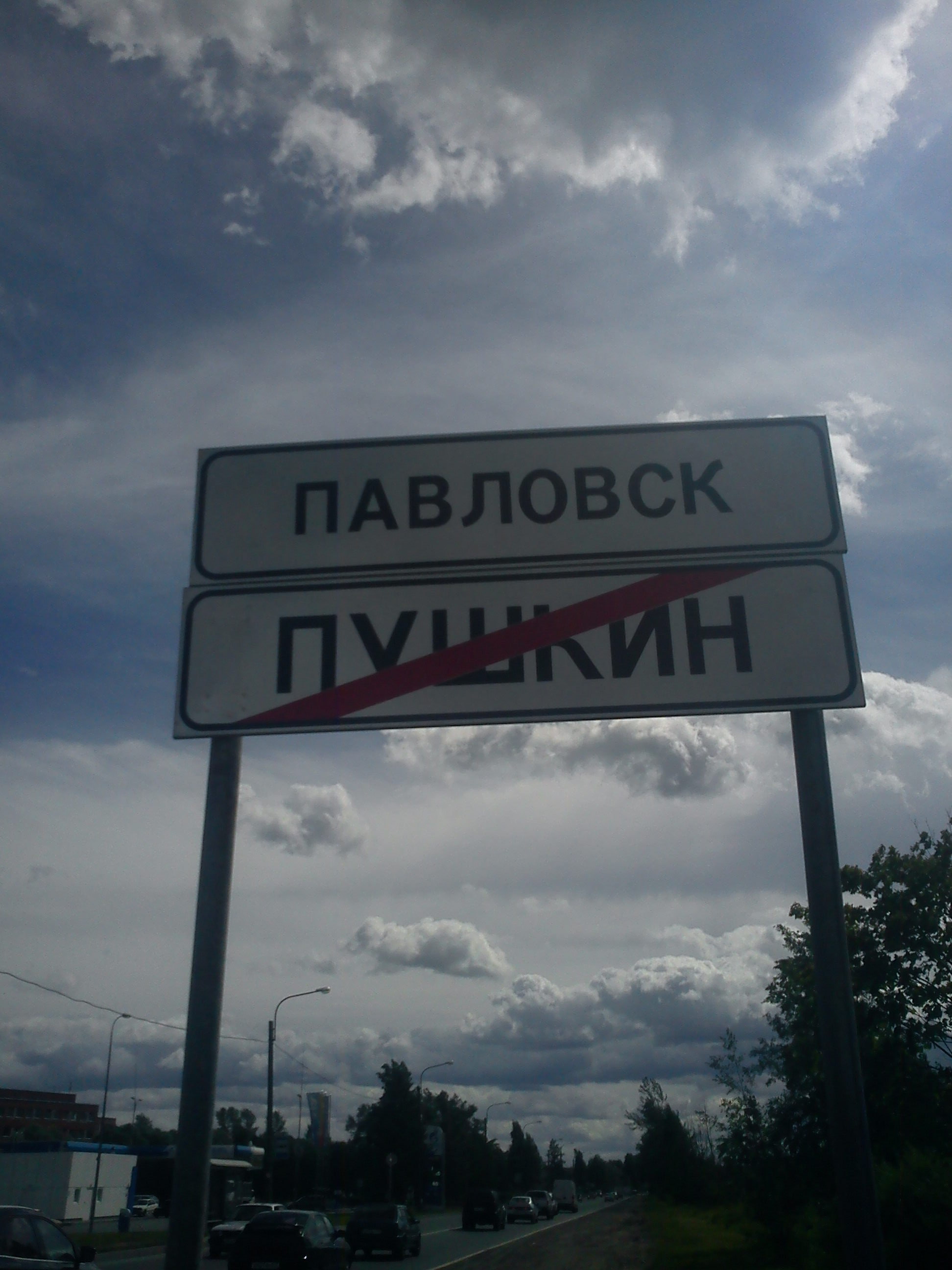
Sortie de Pouchkine et entrée de Pavlovsk.
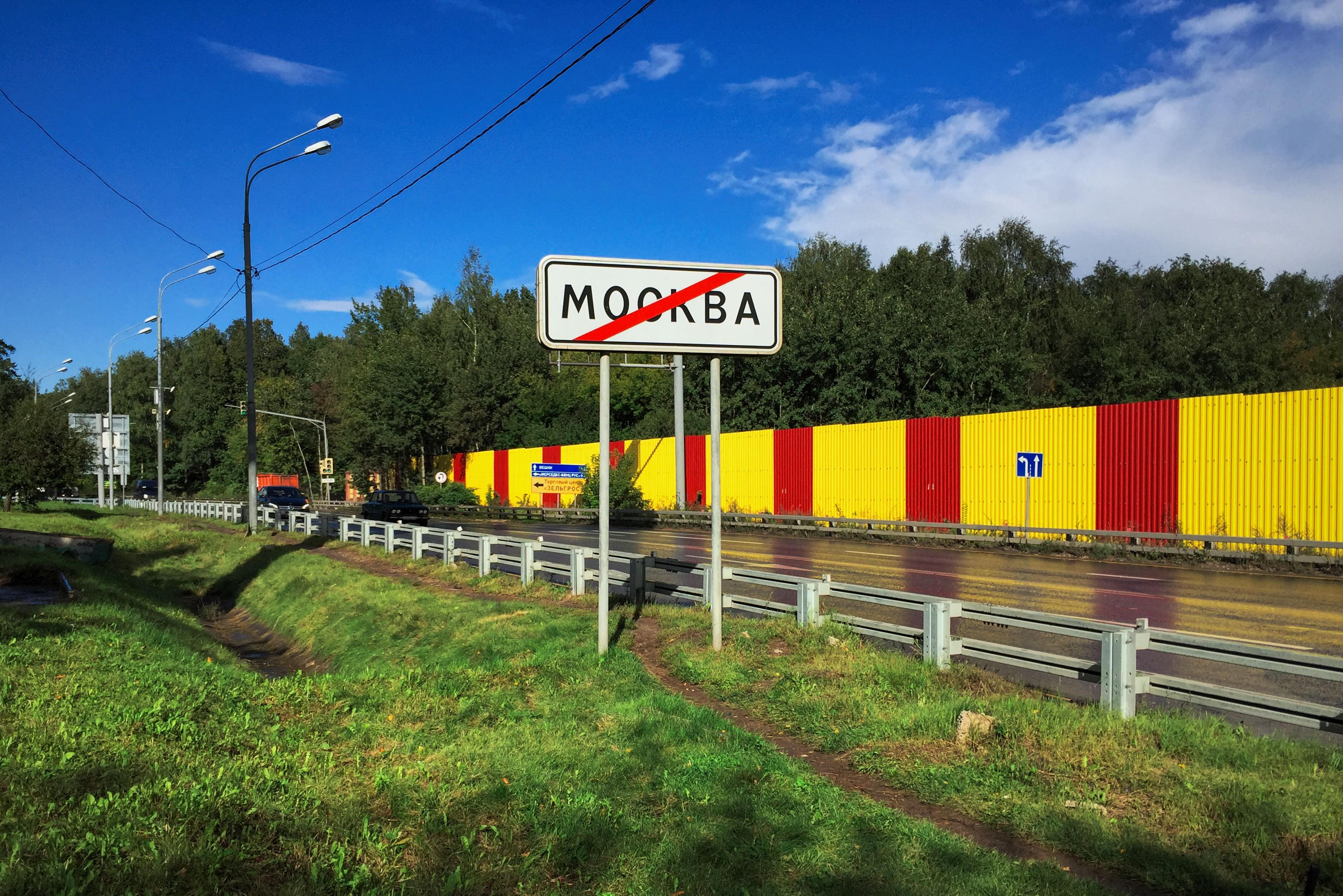
Panneau de sortie de Moscou.
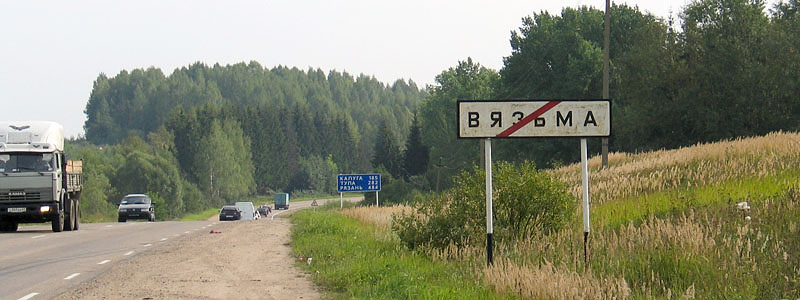
Sortie de Viazma.

Panneaux bleux d'entrée et sortie.
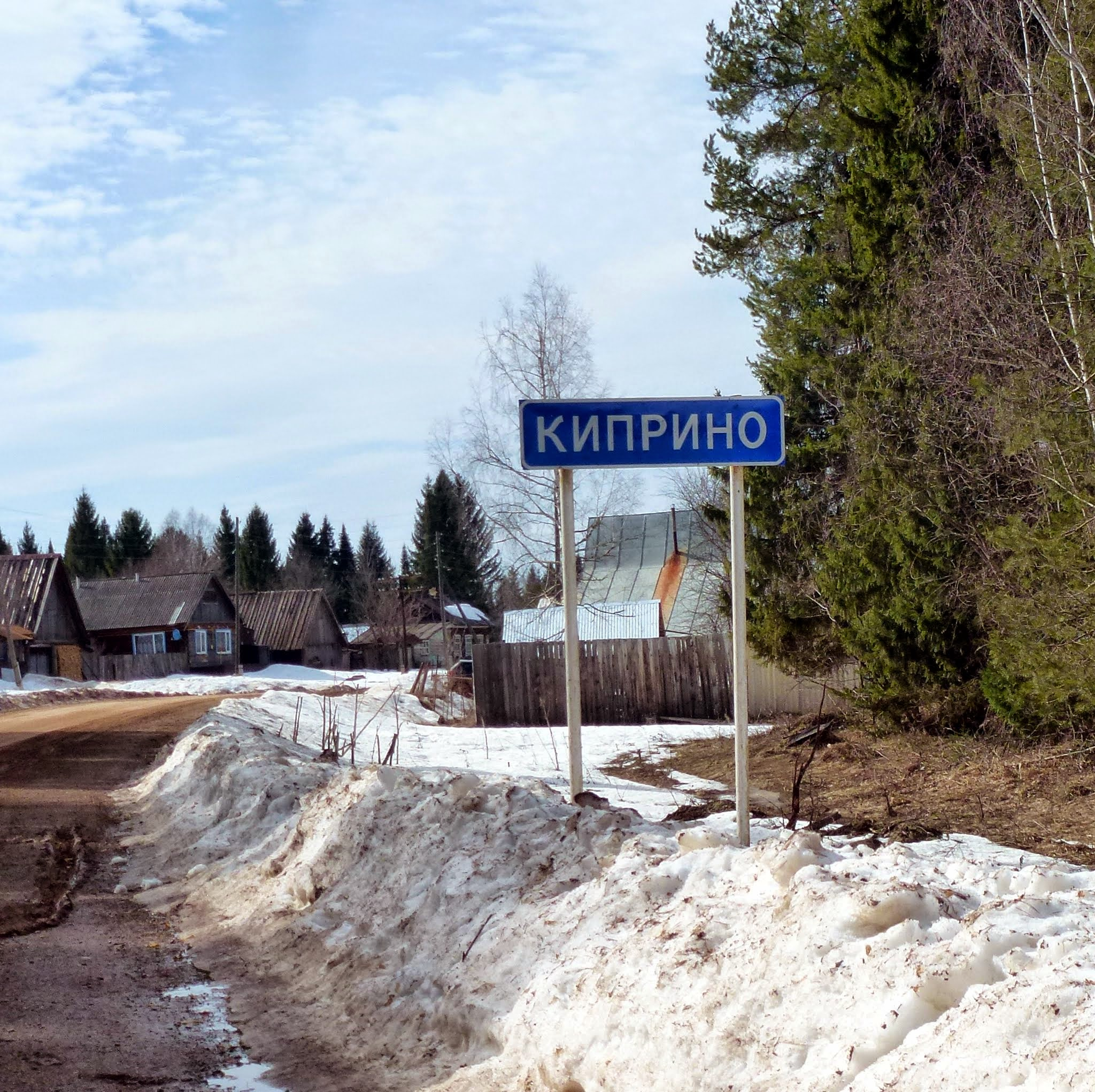
Entrée de Kouroukino, kraï de Perm.
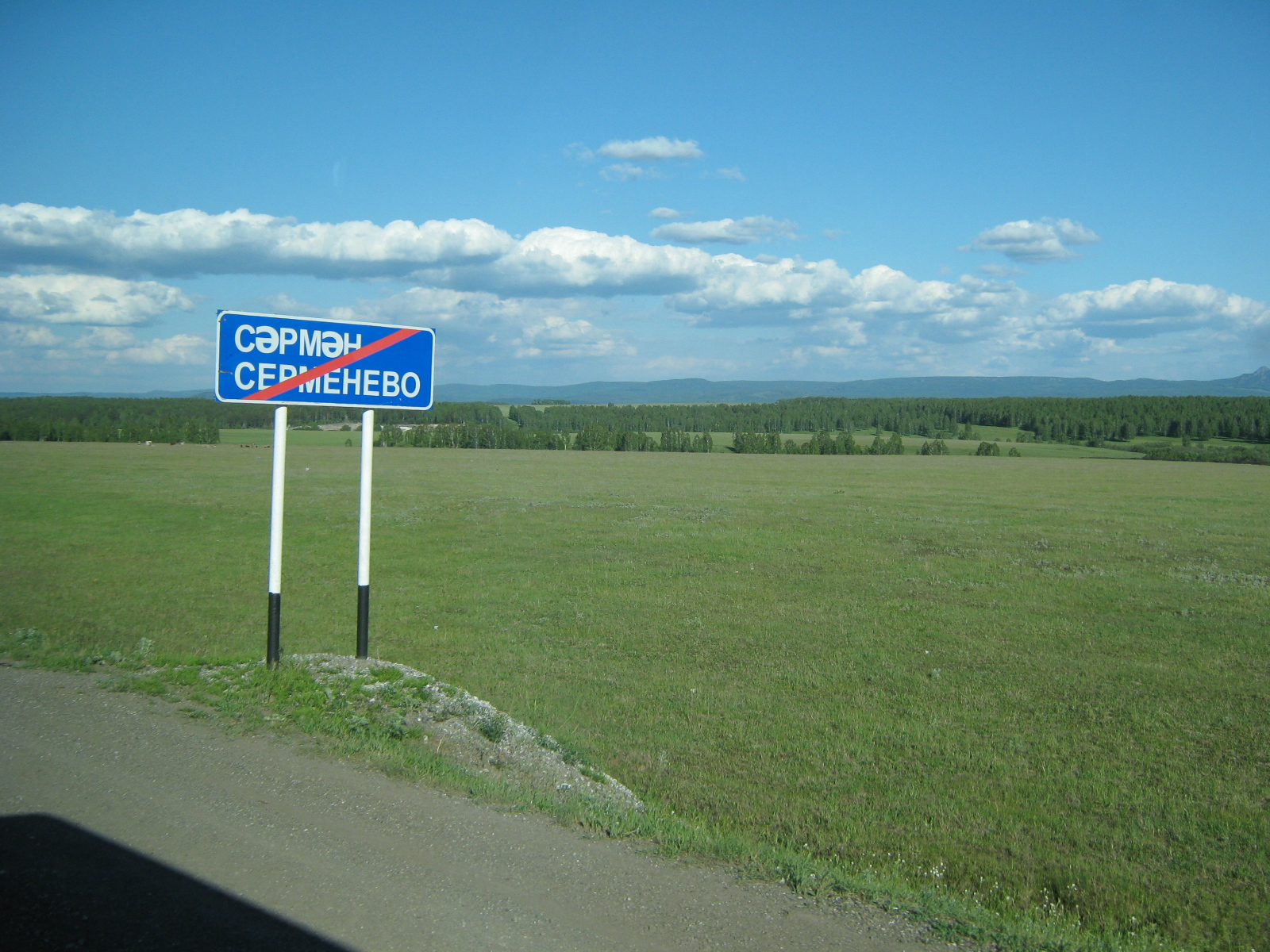
Panneau de sortie de Sermenovo, Bachkirie.

## Localités en Russie avant 1917
En Russie, jusqu'en 1917, les communes étaient appelées « lieux peuplés » (nasseliennoïe mesto).
Parmi les établissements urbains (villes), les villes de gouvernement (chef-lieu de gouvernement), les villes de comté (chef lieu d'ouïezd) et les villes de province (une ville de statut égal au comté, mais ne faisant pas partie administrativement du comté) étaient distingués. Il y avait aussi des administrations municipales (une ville ayant le même statut qu'une ville provinciale, mais ne faisant pas administrativement partie de la province).
Il y avait aussi des localités (la population de ces dernières se distinguait par l'unité des intérêts industriels et l'homogénéité de l'occupation).
Parmi les établissements ruraux se détachaient :
- village comme un lieu peuplé avec une église,
- village comme un lieu peuplé sans église , mais avec un domaine (ru),
- hameau - un lieu peuplé sans église.

Sur le territoire de la Russie occidentale, il y avait aussi de petites villes qui, en 1894, coïncidaient avec le statut du village.
Les noms de la plupart des villages et villages proviennent des noms de famille ou des noms des propriétaires qui les ont fondés, par exemple, le village de Saltyki, fondé par le boyard Piotr Mikhaïlovitch Saltykov, le petit village voisin d'Anino, où un certain nombre de paysans ont été réinstallés, qui était à l'origine en possession d'une noble nommée Anna. Les villages pourraient également être nommés d'après leur emplacement, comme Nagornaïa (littéralement « sur la montagne »).
Il y avait aussi des concepts tels qu'un village appartenant à l'État, un village monastique, les zavods (ru).